# Beaufay
Ne doit pas être confondu avec Beaufai.
Beaufay est une commune française, située dans le département de la Sarthe en région Pays de la Loire, peuplée de 1 523 habitants.
La commune fait partie de la province historique du Maine, et se situe dans le Haut-Maine (Maine roux).

## Géographie
Couvrant 2 387 hectares, le territoire de Beaufay est le plus étendu du canton de Ballon.
| Saint-Mars-sous-Ballon | Courcemont        | Briosne-lès-Sables |
| Courcebœufs            | Beaufay           | Torcé-en-Vallée    |
| Savigné-l'Évêque       | Sillé-le-Philippe | Torcé-en-Vallée    |

### Climat
Pour des articles plus généraux, voir Climat des Pays de la Loire et Climat de la Sarthe.
En 2010, le climat de la commune est de type climat océanique dégradé des plaines du Centre et du Nord, selon une étude du CNRS s'appuyant sur une série de données couvrant la période 1971-2000. En 2020, Météo-France publie une typologie des climats de la France métropolitaine dans laquelle la commune est exposée à un climat océanique altéré et est dans la région climatique  Moyenne vallée de la Loire, caractérisée par une bonne insolation (1 850 h/an) et un été peu pluvieux. 
Pour la période 1971-2000, la température annuelle moyenne est de 10,6 °C, avec une amplitude thermique annuelle de 14,4 °C. Le cumul annuel moyen de précipitations est de 706 mm, avec 11,6 jours de précipitations en janvier et 7,2 jours en juillet. Pour la période 1991-2020, la température moyenne annuelle observée sur la station météorologique de Météo-France la plus proche, sur la commune de Saint-Corneille à 9 km à vol d'oiseau, est de 12,0 °C et le cumul annuel moyen de précipitations est de 774,0 mm,. Pour l'avenir, les paramètres climatiques de la commune estimés pour 2050 selon différents scénarios d'émission de gaz à effet de serre sont consultables sur un site dédié publié par Météo-France en novembre 2022.

## Urbanisme

### Typologie
Au 1er janvier 2024, Beaufay est catégorisée commune rurale à habitat dispersé, selon la nouvelle grille communale de densité à sept niveaux définie par l'Insee en 2022.
Elle est située hors unité urbaine. Par ailleurs la commune fait partie de l'aire d'attraction du Mans, dont elle est une commune de la couronne,. Cette aire, qui regroupe 144 communes, est catégorisée dans les aires de 200 000 à moins de 700 000 habitants,.

### Occupation des sols
L'occupation des sols de la commune, telle qu'elle ressort de la base de données européenne d’occupation biophysique des sols Corine Land Cover (CLC), est marquée par l'importance des territoires agricoles (91,2 % en 2018), en diminution par rapport à 1990 (92,7 %). La répartition détaillée en 2018 est la suivante : 
terres arables (56,6 %), prairies (31,6 %), forêts (5,3 %), zones urbanisées (3,5 %), zones agricoles hétérogènes (3,1 %). L'évolution de l’occupation des sols de la commune et de ses infrastructures peut être observée sur les différentes représentations cartographiques du territoire : la carte de Cassini (XVIIIe siècle), la carte d'état-major (1820-1866) et les cartes ou photos aériennes de l'IGN pour la période actuelle (1950 à aujourd'hui).

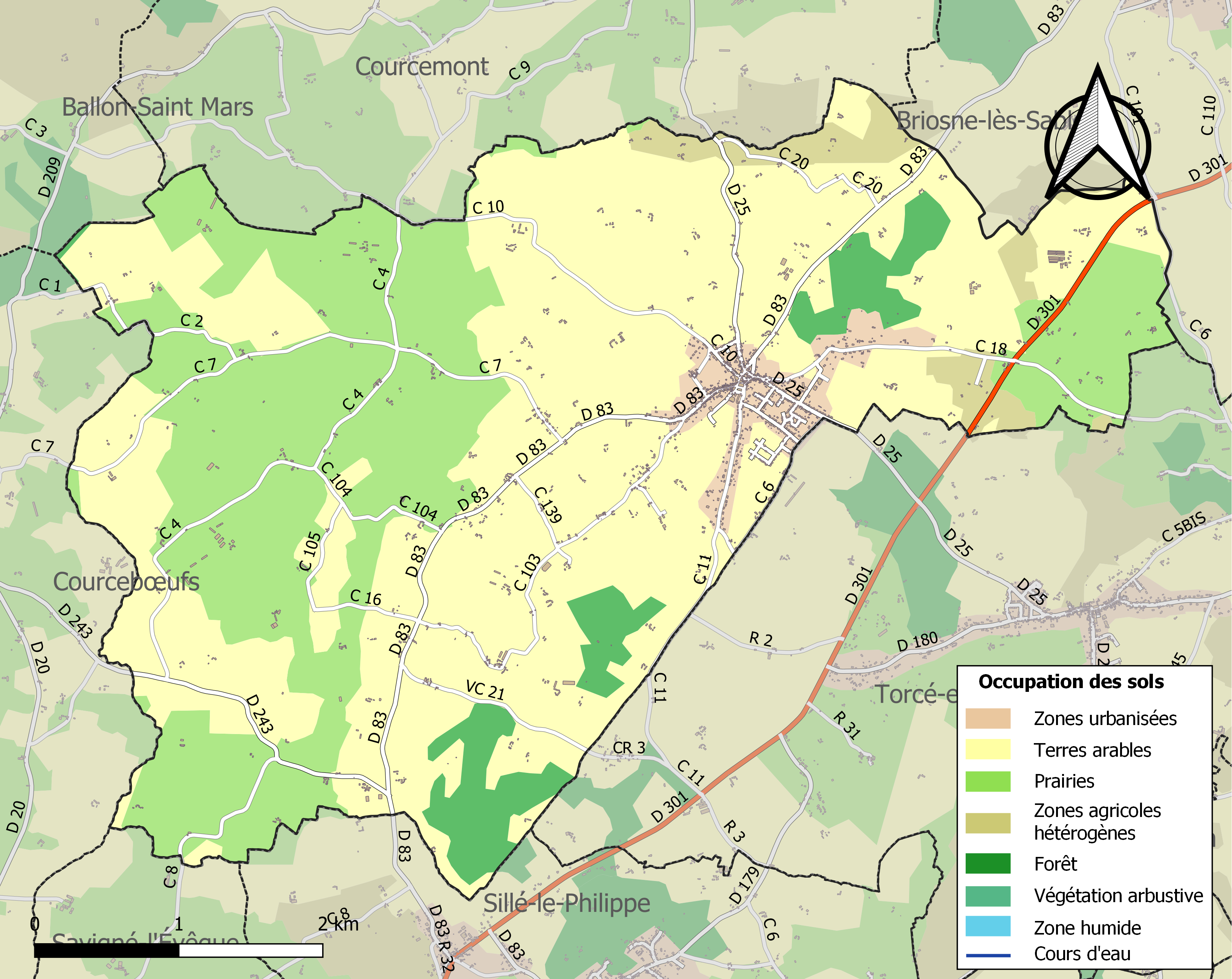
Carte des infrastructures et de l'occupation des sols de la commune en 2018 (CLC).

## Toponymie
Le nom de la localité est attesté sous les formes Bello Faeto au Haut Moyen Âge et Belfaidus en 796. Le toponyme est issu des termes latins bellum, « beau », et fagetum, « groupe de hêtres », « hêtraie »,.
Le gentilé est Belfaidien.

## Politique et administration
| Période                                  | Période                  | Identité                                              | Étiquette | Qualité                                                      |
| ---------------------------------------- | ------------------------ | ----------------------------------------------------- | --------- | ------------------------------------------------------------ |
| 1791                                     | -                        | Mathurin Bignon                                       |           |                                                              |
| 14 juin 1800                             | -                        | Jean François Pottier du Boulay (1750-1829)           |           |                                                              |
| 28 mars 1801                             | -                        | Gervais César Louis Lavasseur de Pontigny (1759-1838) |           |                                                              |
| Avril 1805                               | 8 mai 1811 (démission)   | Jacques Louis Sénéchal (1775-1866)                    |           |                                                              |
| 8 mai 1811                               | -                        | Michel Breton (1747-1827)                             |           |                                                              |
| 25 mars 1816                             | -                        | Augustin François Richard (1778-1837)                 |           |                                                              |
| Novembre 1835                            | Août 1860 (démission)    | Étienne Mallet fils (1785-1874)                       |           |                                                              |
| Juillet 1862                             | Janvier 1876 (démission) | Pierre Joseph Huard (1823-1895)                       |           |                                                              |
| Octobre 1876                             | Février 1880 (démission) | Jacques Pasquier                                      |           |                                                              |
| Janvier 1881                             | Août 1890 (démission)    | Jean Blin                                             |           |                                                              |
| Septembre 1890                           | -                        | René Rapicault                                        |           |                                                              |
| Mai 1892                                 | Juillet 1911 (décès)     | Jean Bourgeteau (1837-1911)                           |           |                                                              |
| Juillet 1911                             | -                        | Joseph Galpin                                         |           |                                                              |
| 5 mai 1912                               | -                        | Abel Ragot (1860-1945)                                |           |                                                              |
| Mai 1925                                 | Novembre 1939 (décès)    | Albert Jugan (1879-1939)                              | Radical   | conseiller général du canton de Ballon                       |
| Novembre 1939                            | 1944                     | Maxime Anfray (1873-1953)                             |           |                                                              |
| 1944                                     | 1965                     | André Soriau (1899-1965)                              |           | Décision par le préfet, puis élu en 1945                     |
| Mars 1965                                | 1968 (décès)             | Armand Evrard (1906-1968)                             |           |                                                              |
| Décembre 1968                            | 1995                     | Jacques Soriau (1927-2014)                            |           |                                                              |
| juin 1995                                | mars 2014                | Jean-Pierre Vogel                                     | UMP       | Expert-comptable, conseiller général, sénateur (depuis 2014) |
| mars 2014                                | En cours                 | Géraldine Vogel                                       | DVD       | Agent territorial, épouse du précédent                       |
| Les données manquantes sont à compléter. |                          |                                                       |           |                                                              |

Le conseil municipal est composé de quinze membres dont le maire et trois adjoints.

## Démographie
L'évolution du nombre d'habitants est connue à travers les recensements de la population effectués dans la commune depuis 1793. Pour les communes de moins de 10 000 habitants, une enquête de recensement portant sur toute la population est réalisée tous les cinq ans, les populations de référence des années intermédiaires étant quant à elles estimées par interpolation ou extrapolation. Pour la commune, le premier recensement exhaustif entrant dans le cadre du nouveau dispositif a été réalisé en 2004.
En 2022, la commune comptait 1 523 habitants, en évolution de +2,63 % par rapport à 2016 (Sarthe : −0,25 %, France hors Mayotte : +2,11 %).
Beaufay a compté jusqu'à 2 243 habitants en 1821.
| 1793  | 1800  | 1806  | 1821  | 1831  | 1836  | 1841  | 1846  | 1851  |
| ----- | ----- | ----- | ----- | ----- | ----- | ----- | ----- | ----- |
| 1 887 | 2 086 | 2 139 | 2 243 | 2 212 | 2 226 | 2 212 | 2 196 | 2 138 |

| 1856  | 1861  | 1866  | 1872  | 1876  | 1881  | 1886  | 1891  | 1896  |
| ----- | ----- | ----- | ----- | ----- | ----- | ----- | ----- | ----- |
| 2 085 | 2 070 | 2 021 | 1 969 | 1 912 | 1 753 | 1 767 | 1 774 | 1 673 |

| 1901  | 1906  | 1911  | 1921  | 1926  | 1931  | 1936  | 1946  | 1954  |
| ----- | ----- | ----- | ----- | ----- | ----- | ----- | ----- | ----- |
| 1 642 | 1 664 | 1 606 | 1 514 | 1 383 | 1 347 | 1 323 | 1 379 | 1 256 |

| 1962  | 1968  | 1975  | 1982  | 1990  | 1999  | 2004  | 2006  | 2009  |
| ----- | ----- | ----- | ----- | ----- | ----- | ----- | ----- | ----- |
| 1 231 | 1 156 | 1 105 | 1 103 | 1 063 | 1 103 | 1 269 | 1 293 | 1 366 |

| 2014  | 2019  | 2022  | - | - | - | - | - | - |
| ----- | ----- | ----- | - | - | - | - | - | - |
| 1 456 | 1 506 | 1 523 | - | - | - | - | - | - |

## Lieux et monuments
- L'église Saint-Martin. Elle abrite des fonts baptismaux du XVIe siècle classés à titre d'objets aux monuments historiques[25].

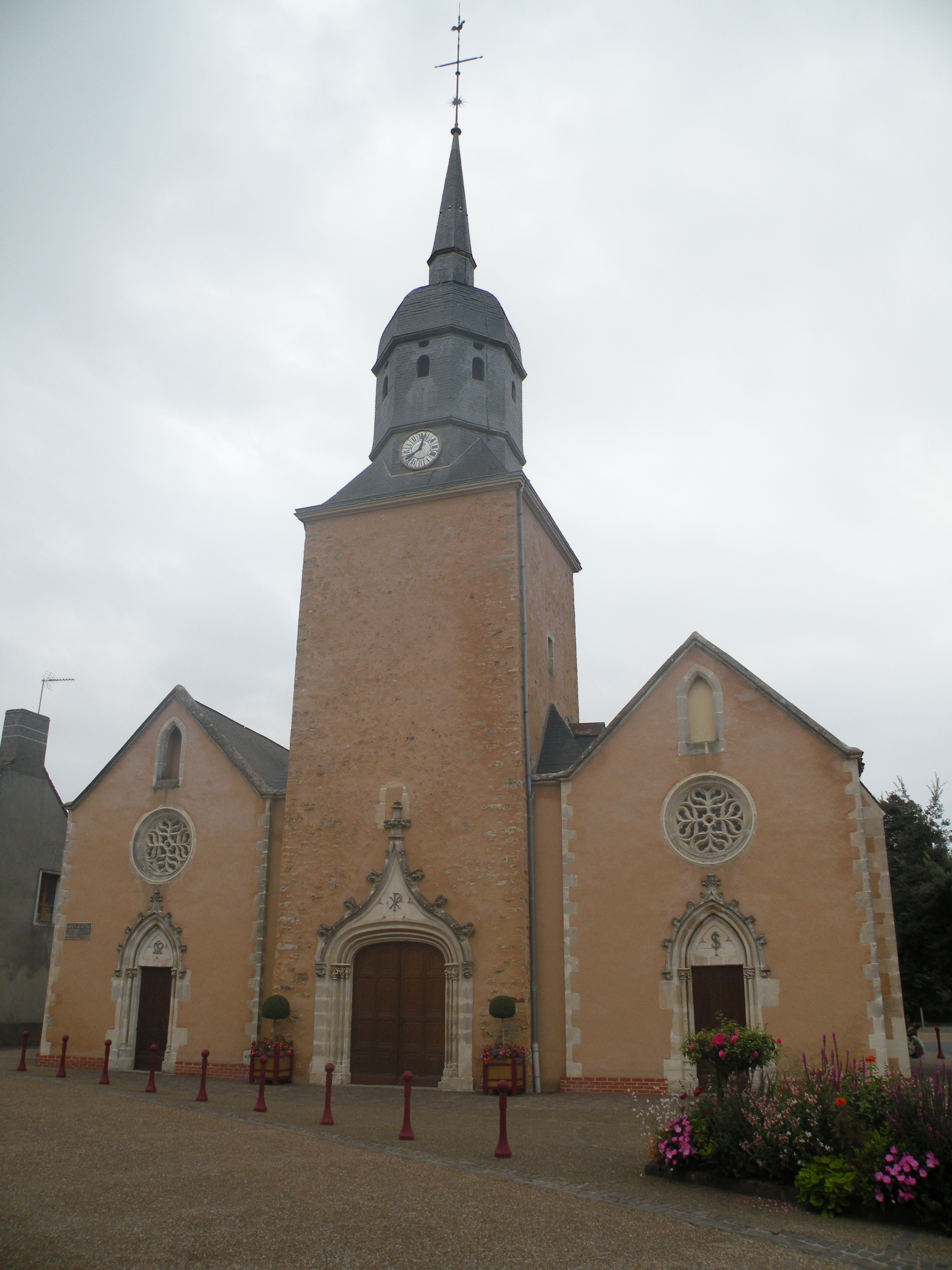
La façade principale.
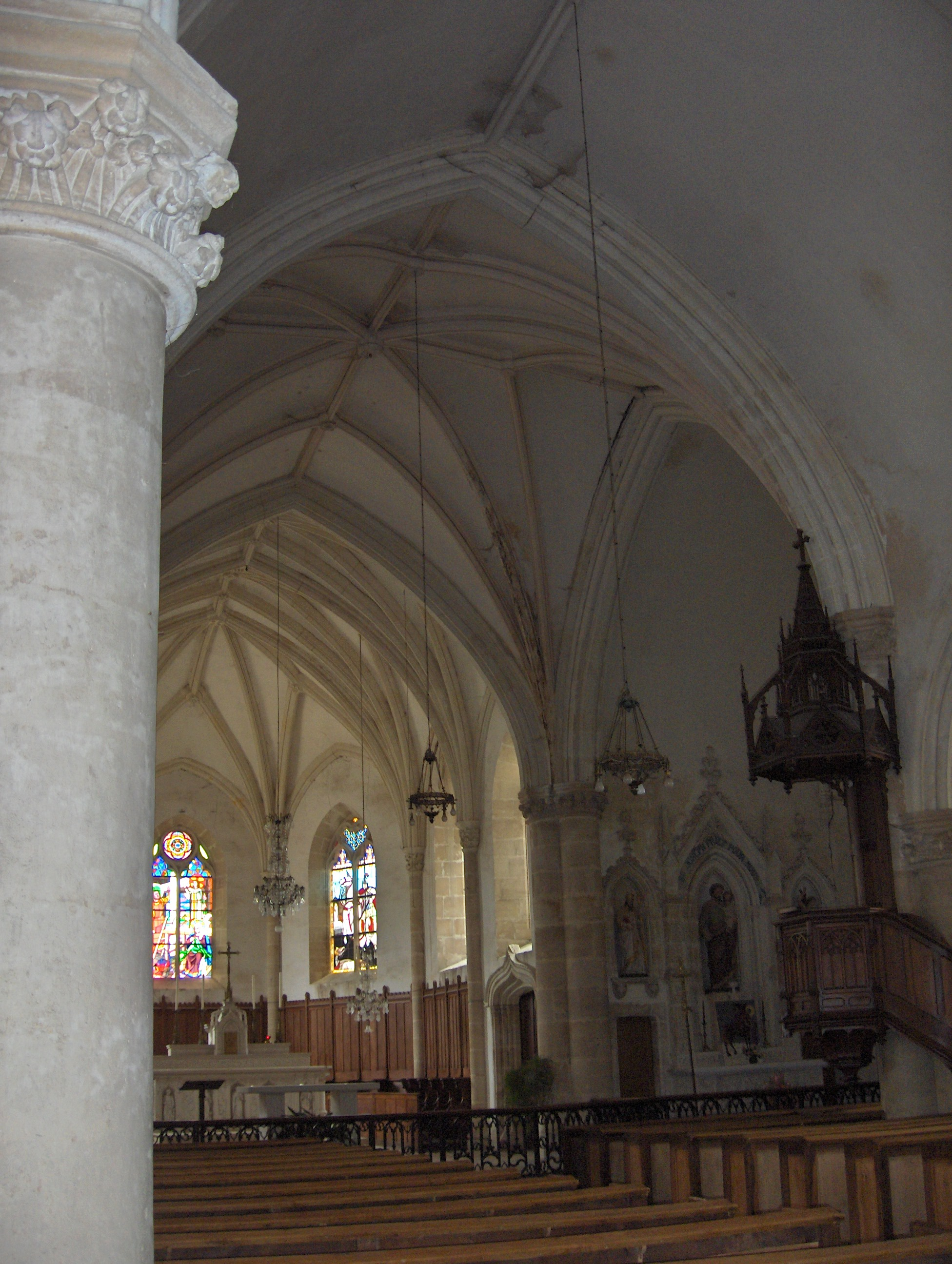
L'intérieur de l'église.
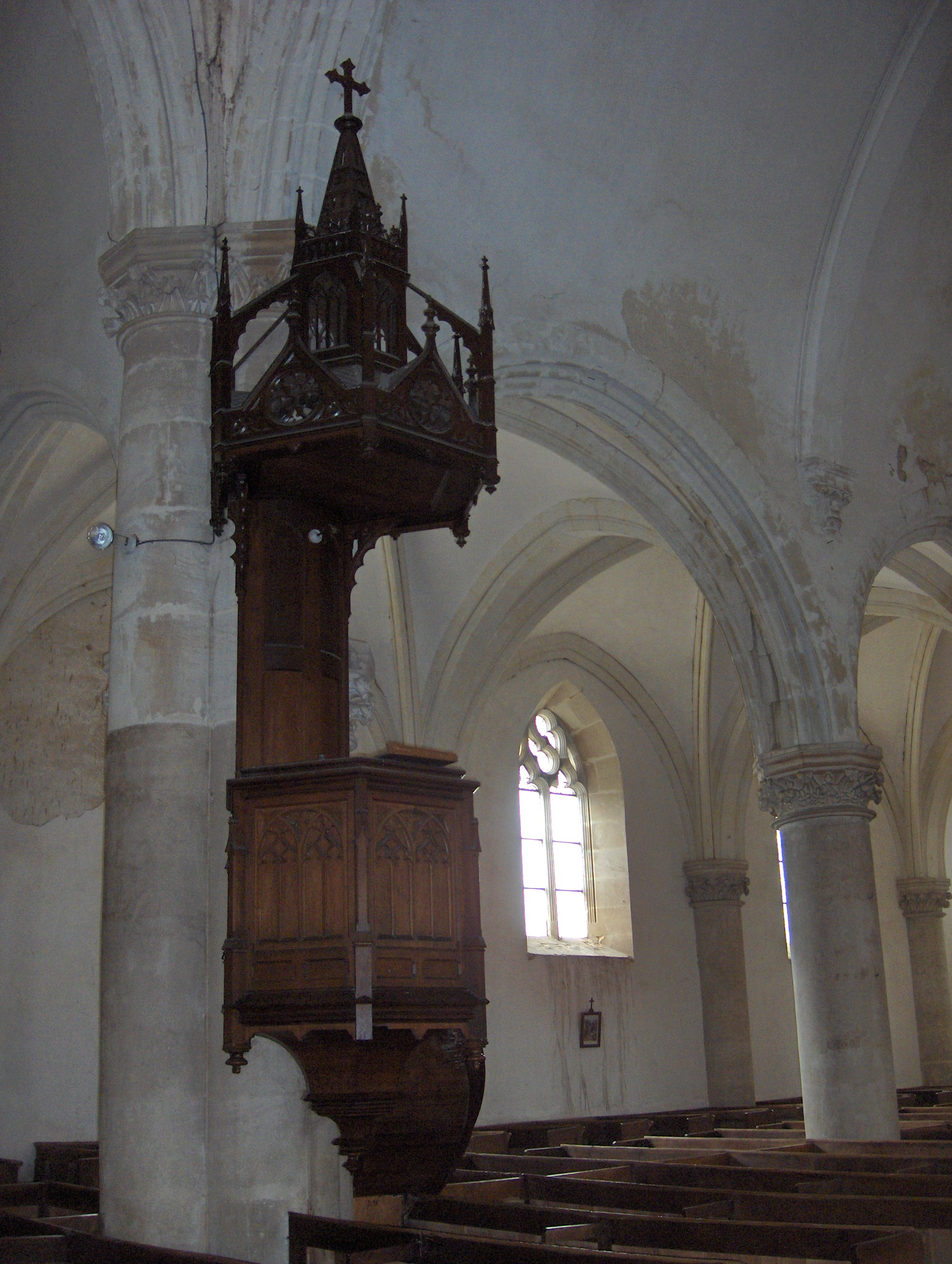
La chaire de l'église.
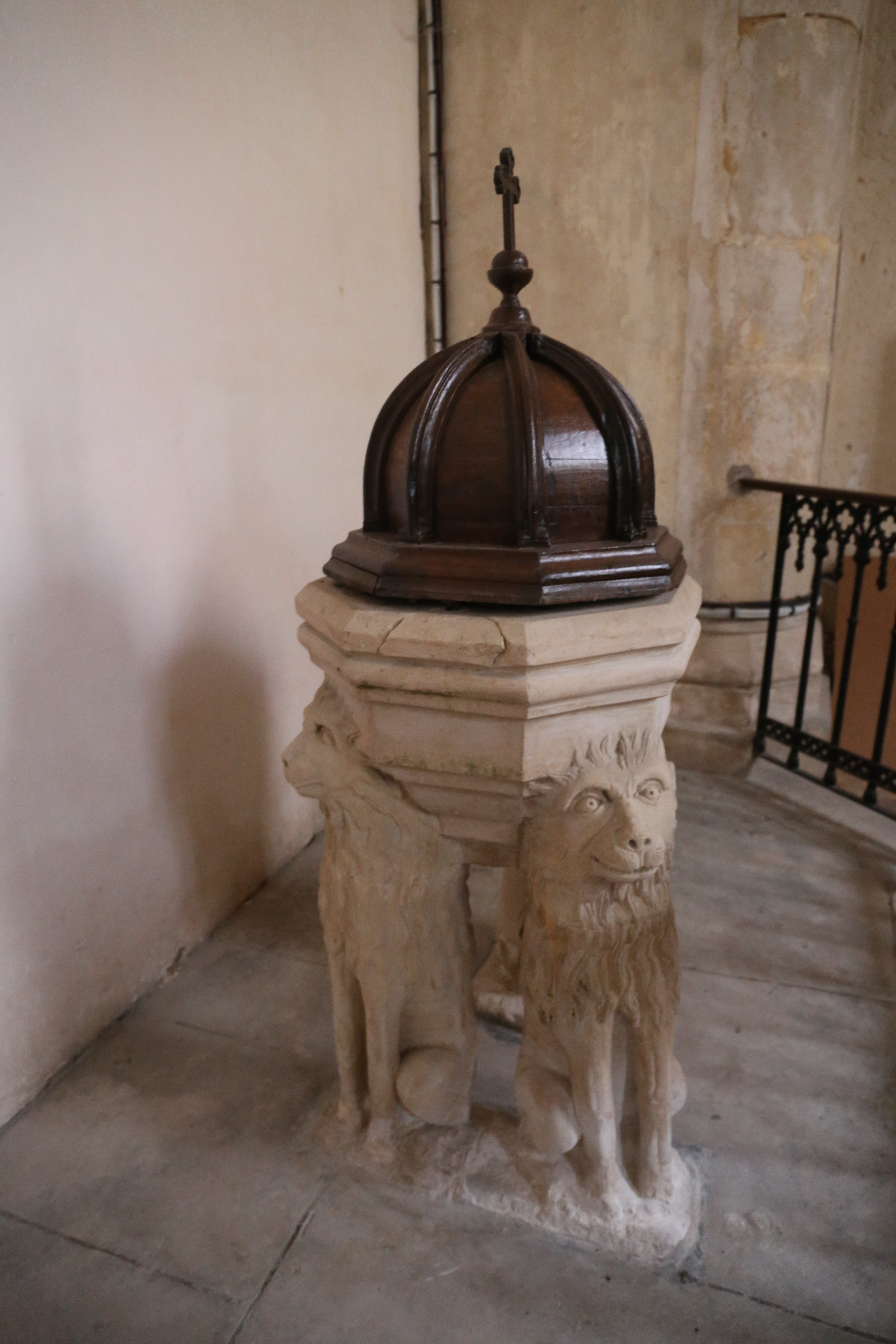
Fonts baptismaux

## Activité, label et manifestations

### Label
La commune est une ville fleurie (trois fleurs) au concours des villes et villages fleuris.

### Sports
- La randonnée VTT Roger Legeay : quatre parcours 20, 30, 50 et 65 km.
- Fête du Volley : Tournoi et échange autour du volley.

### Manifestations culturelles
- Le concert de Pâques de l'harmonie de Beaufay.

## Personnalités liées
- Roger Legeay (né en 1949 à Beaufay), manager général et directeur sportif de l'équipe cycliste Crédit agricole.